# Юравенатор
Юравенатор (лат. Juravenator) — род тероподовых динозавров, включающий единственный вид — Juravenator starki. Известен по ископаемым остаткам из отложений Франконской Юры в Германии (формация Пейнтен), относящихся к в верхней юре (около 155,7—150,8 млн лет). 
Описан в 2006 году Урсулой Гелих и Луисом Кьяппе по ископаемым остаткам, которые принадлежат одной молодой особи (голотип JME Sch 200). С одной стороны, юравентаро рассматривается как небольшой представитель целурозавров. С другой стороны авторы опубликованного в 2020 году исследования предположили, что голотип юравенатора может быть детёнышем мегалозавроида.

## Внешний вид
Небольшой экземпляр, найденный в Южной Германии в 2006 году, сохранился от самой морды до середины хвоста. Длина тела найденной особи составляет около полуметра, вес — всего 5 кг. По внешнему виду его можно сравнить со сципиониксом. По ряду характеристик, вид сходен с представителями клады целурозавров, однако кладистический анализ показал, что данный вид динозавра ближе к манирапторам, чем к тираннозавроидам. 
Большая часть покрова для исследования была взята из сохранившейся половины хвоста. Полное отсутствие перьев или подобных перу структур у окаменелого динозавра, которые филогенетически были заложены в крылатых динозаврах, указывает на то, что их развитие было значительно более сложным, чем считалось ранее.

## Питание
Питание динозавров определяют с помощью их зубов и окаменевшего помёта. Каждый динозавр имел уникальное строение зубов, приспособленное для потребления определённого типа пищи. Juravenator starki питался исключительно насекомыми.